# Мюллер, Рената
Рената Мюллер (нем. Renate Müller, 26 апреля 1906 — 7 октября 1937) — популярная в 1930-х годах немецкая киноактриса. Начала карьеру в конце эпохи немого кино. Наиболее известные фильмы с её участием — комедии «Личная секретарша» (1931) и «Виктор и Виктория» (1933).

## Биография
Родилась 26 апреля 1906 года в Мюнхене. Отец, историк и филолог Карл Мюллер, работал главным редактором в газете Münchener Neueste Nachrichten, мать увлекалась живописью. В 1914 году семья перебралась в Данциг, а через десять лет — в Берлин, где отец получил должность в газете Berliner Tageblatt.

### Театр
Не окончив гимназии, Рената Мюллер начала посещать школу актёрского мастерства, где одним из её преподавателей был известный кинорежиссёр Георг Вильгельм Пабст. Благополучно выдержав экзамен в марте 1925 года, она вошла в состав труппы театра Harzer Bergtheater в городе Тале, где Пабст работал режиссёром, и дебютировала на сцене в роли Елены в спектакле «Сон в летнюю ночь» по пьесе Шекспира.

### Кино
Несколько лет Рената Мюллер довольно успешно выступала в театре, затем в 1928 году на неё обратил внимание режиссёр Райнхольд Шюнцель и предложил сняться в комедии «Петер-матрос», где сам играл главную роль. В 1930 году она приняла участие в социальном фильме «Бунт в воспитательном доме» по мотивам пьесы Петера Мартина Лампеля, которая двумя годами ранее была поставлена в театре и вызвала бурные дискуссии. Рената Мюллер довольно легко осуществила переход в звуковое кино. Её первым звуковым фильмом была мелодрама 1930 года «Любовь на ринге», где она исполнила роль невесты боксера Макса Шмелинга (он сыграл в этом фильме самого себя). Обладая хорошими вокальными данными, Рената Мюллер часто играла в музыкальных картинах, а её песня из фильма 1931 года «Личная секретарша» стала популярным шлягером.
Расцвет кинокарьеры Ренаты Мюллер пришёлся на 1931—1933 годы. В этот период на экраны выходило по пять-шесть фильмов с её участием ежегодно, преимущественно это были лёгкие, ироничные комедии. Актриса часто снималась у Райнхольда Шюнцеля. Всего они выпустили восемь фильмов, а наиболее популярным из них стала комедия 1933 года «Виктор и Виктория», где Рената Мюллер предстала в роли певицы Сюзанны Лор, которая вынужденно выступает под мужским именем и из-за этого попадает в различные курьезные ситуации.

### Последние годы
Начиная с 1934 года карьера актрисы пошла на спад. Она по-прежнему была популярна у публики, однако из-за отказа сотрудничать с нацистами и сниматься в пропагандистских фильмах практически исчезла с экрана. Положение усугублялось ещё и тем, что в то время у неё была любовная связь с Георгом Дейчем, сыном банкира-еврея. На волне националистических настроений в Германии он был вынужден эмигрировать, и актриса тяжело переживала разлуку. Она несколько раз посещала его в Лондоне, но сама на эмиграцию не решилась.
Ренату Мюллер стала одолевать депрессия, она пристрастилась к морфину и алкоголю, испытывала приступы эпилепсии. В конце концов, её определили на лечение в один из санаториев Берлина, а 1 октября 1937 года Рената Мюллер скончалась при невыясненных обстоятельствах. Ранняя гибель актрисы — она едва перешагнула тридцатилетний рубеж — вызвала массу слухов. Изложенная в газетах официальная версия гласила, что её смерть наступила в результате передозировки снотворного. Согласно другому предположению, актриса покончила с собой, выбросившись из окна. Вне зависимости от того, каким способом она свела счеты с жизнью, неизвестно, что именно могло толкнуть её на этот поступок — депрессия, одиночество или конфликт с властями.

## Фильмография
| Год  | На русском                    | На языке оригинала               | Роль                |
| 1937 | Тоггер                        | Togger                           | Ханна Брейтенбах    |
| 1936 | Шалости                       | Allotria                         | Виола               |
| 1936 | Эскапада                      | Eskapade                         | ?                   |
| 1935 | Двое влюблённых               | Liebesleute                      | ?                   |
| 1935 | Лизелотта фон дер Пфальц      | Liselotte von der Pfalz          | Лизелотта           |
| 1934 | Свадьба по-английски          | Die Englische Heirat             | Герта Винтер        |
| 1933 | Виктор и Виктория             | Viktor und Viktoria              | Сюзанна Лор         |
| 1933 | Битва вальсов                 | Walzerkrieg                      | Кати Ланнер         |
| 1933 | Сезон в Каире                 | Saison in Kairo                  | Стефани фон Ведлинг |
| 1933 | Идиллия в Каире               | Idylle au Caire                  | Стефи               |
| 1932 | Когда моду определяет любовь  | Wenn die Liebe Mode macht        | Нелли               |
| 1932 | Девушка для брака             | Mädchen zum Heiraten             | Герда Арнхольд      |
| 1932 | Женись на мне                 | Marry Me                         | Энн Линден          |
| 1932 | Как же сказать мужу?          | Wie sag' ich’s meinem Mann?      | Шарлотта Ольтендорф |
| 1931 | Сияющая Сюзи                  | Sunshine Susie                   | Сюзи Серстер        |
| 1931 | Маленькая выходка             | Der Kleine Seitensprung          | Эрика Геллер        |
| 1931 | Цветочница из Линденау        | Die Blumenfrau von Lindenau      | Виктория            |
| 1931 | Песня о любви                 | Liebeslied                       | Мария Кёрнер        |
| 1931 | Личная секретарша             | Die Privatsekretärin             | Вильма Фостер       |
| 1930 | Концерт для флейты в Сан-Суси | Das Flötenkonzert von Sans-souci | Бланш фон Линденек  |
| 1930 | Возлюбленная богами           | Liebling der Götter              | Агата               |
| 1930 | Сын белых гор                 | Der Sohn der weißen Berge        | Мари Дюлак          |
| 1930 | Любовь на ринге               | Liebe im Ring                    | Хильда              |
| 1930 | Бунт в воспитательном доме    | Revolte im Erziehungshaus        | ?                   |
| 1929 | Счастье для троих             | Drei machen ihr Glück            | Teure Heimat        |
| 1929 | Петер-матрос                  | Peter der Matrose                | Виктория            |